# Udono Nagateru
Udono Nagateru est un nom japonais traditionnel ; le nom de famille (ou le nom d'école), Udono, précède donc le prénom (ou le nom d'artiste).
Udono Nagateru (鵜殿 長照, ?-1562) est un samouraï de la période Sengoku au service du clan Imagawa, seigneur du château de Kamisato dans la province de Mikawa. Neveu d'Imagawa Yoshimoto, il prend part à la bataille d'Okehazama.

## Source de la traduction
- (en) Cet article est partiellement ou en totalité issu de l’article de Wikipédia en anglais intitulé « Udono Nagateru » (voir la liste des auteurs).